# El Mabrouk (Tamchekket)
El Mabrouk es una comuna o municipio del departamento de Tamchekket, en la región de Hodh el Gharbi, en Mauritania. En marzo de 2013 presentaba una población censada de 3644 habitantes.
Se encuentra ubicada al sur del país, sobre el desierto del Sahara, cerca de la frontera con Malí.